# フランク・ジャクソン (バスケットボール)
フランクリン・ウィリス・ジャクソン  (Franklin Willis Jackson 1998年5月4日 - )は、アメリカ合衆国・ワシントンD.C.出身のプロバスケットボール選手。ポジションはコンボガード。

## 経歴
ユタ州ハイランドのローンピーク高校時代の2016年にマクドナルド・オール・アメリカンゲームやジョーダン・ブランド・クラシックゲームのメンバーに選出されるなど、全米級の選手として注目されていたジャクソンは、大学進学の際に地元のユタ大学、ブリガムヤング大学の他、メリーランド大学、スタンフォード大学、UCLA、アリゾナ州立大学といった有力大学からの誘いを受け、最終的にデューク大学に進学。1年生の2016-17シーズンに10,9得点 2.5リバウンド 1,7アシストを記録したところで2017年のNBAドラフトにアーリーエントリーを表明。

### ニューオーリンズ・ペリカンズ
迎えたドラフトでは、全体31位でシャーロット・ホーネッツから指名された後、ニューオーリンズ・ペリカンズに交渉権が移動。 同年7月8日にペリカンズと3年契約を結んだ。

### デトロイト・ピストンズ
2020年12月4日、オクラホマシティ・サンダーと契約を結んだが、12月21日に解雇された。その後、12月27日にデトロイト・ピストンズと2ウェイ契約を交わし、2021年8月にピストンズと2年間の延長契約を結んだ。

### アスヴェル・バスケット
2023年7月7日、ユーロリーグとLNBに所属するアスヴェル・バスケットへの加入が発表された。LNBでは10試合に出場し、1試合平均17.9分の出場で、10.0得点、1.2アシスト、スリーポイント成功率39.5パーセント、ユーロリーグでは6試合に出場し、1試合平均20.2分の出場で、10.3得点、1.8リバウンド、1.3アシストという成績を残していたが、11月15日、チームとの契約解除が発表された。

### ナンテール92
2024年6月17日、LNBプロAとバスケットボールチャンピオンズリーグに所属するナンテール92への加入が発表された。

## 個人成績

### NBA

#### レギュラーシーズン
| シーズン | チーム | GP  | GS | MPG  | FG%  | 3P%  | FT%  | RPG | APG | SPG | BPG | PPG |
| -------- | ------ | --- | -- | ---- | ---- | ---- | ---- | --- | --- | --- | --- | --- |
| 2018–19  | NOP    | 61  | 16 | 19.2 | .434 | .314 | .740 | 2.2 | 1.1 | .4  | .0  | 8.1 |
| 2019–20  | NOP    | 59  | 2  | 13.5 | .405 | .326 | .747 | 1.4 | 1.0 | .3  | .1  | 6.3 |
| 2020–21  | DET    | 40  | 6  | 18.5 | .457 | .407 | .813 | 2.2 | .9  | .4  | .0  | 9.8 |
| 通算     | 通算   | 160 | 24 | 16.9 | .431 | .348 | .767 | 1.9 | 1.0 | .4  | .0  | 7.9 |

### カレッジ
| シーズン | チーム   | GP | GS | MPG  | FG%  | 3P%  | FT%  | RPG | APG | SPG | BPG | PPG  |
| -------- | -------- | -- | -- | ---- | ---- | ---- | ---- | --- | --- | --- | --- | ---- |
| 2016-17  | デューク | 36 | 16 | 24.9 | .473 | .395 | .755 | 2.5 | 1.7 | 0.6 | 0.1 | 10.9 |